# Szathmári Paksi Ábrahám
Szathmári Paksi Ábrahám (Marosvásárhely, 1725. – 1797. március 6.) református lelkész, a Tiszáninneni református egyházkerület püspöke 1792-től haláláig. Szathmári Paksi Dániel (1734–1798) lelkész bátyja.

## Élete
Tanulmányait szülővárosában kezdte, 1734-től Sárospatakon folytatta iskoláit. Ezek befejeztével külföldre ment, ahol 1751 végén a franekeri, 1753 őszén pedig az utrechti egyetem hallgatói közé lépett. Hazájába 1754-ben visszatérve, három évig a tokaji, 19-ig a kazinci, azután a mezőkeresztesi lelkészi állásban működött. Miután előbb a borsodi egyházmegye jegyzői, majd esperesi tisztét viselte s egy ideig egyszersmind a tiszáninneni egyházkerületnek generalis notariusa és ez időben a budai zsinat tagja is volt, 1792 szeptemberében püspökké választották.

## Munkái
- Halotti tanitás Vag Judit özv. Vass Dánielné felett. Kolozsvár, 1772.
- A nagy Fréderiknek Elisiumát előadó könyvnek tetemesebb mételyei kimutattatnak oly véggel, hogy az Izraelnek erőtelenebb juhai azoknak befalásoktól iszonyodjanak. Philadelphia, 1789.
- A mennyei haza felé utazó hiveknek bujdosó énekei. Kassa, 1794.
- Az örökkévaló királyhoz ... nyujtandó alázatos könyörgések. Uo. 1794.

Üdvözlő verset írt Ouwens (1752.) és Vriemoet (1753.) franekeri tanárokhoz rektori állásuk elfoglalásakor.